# Championnats du monde de tennis de table 1949
Navigation
Édition précédente Édition suivante
Les championnats du monde de tennis de table 1949, seizième édition des championnats du monde de tennis de table, ont lieu du 4 au 10 février 1949 à Stockholm, en Suède.
Le titre messieurs est remporté par le britannique Johnny Leach.